# David Moore (australský fotograf)

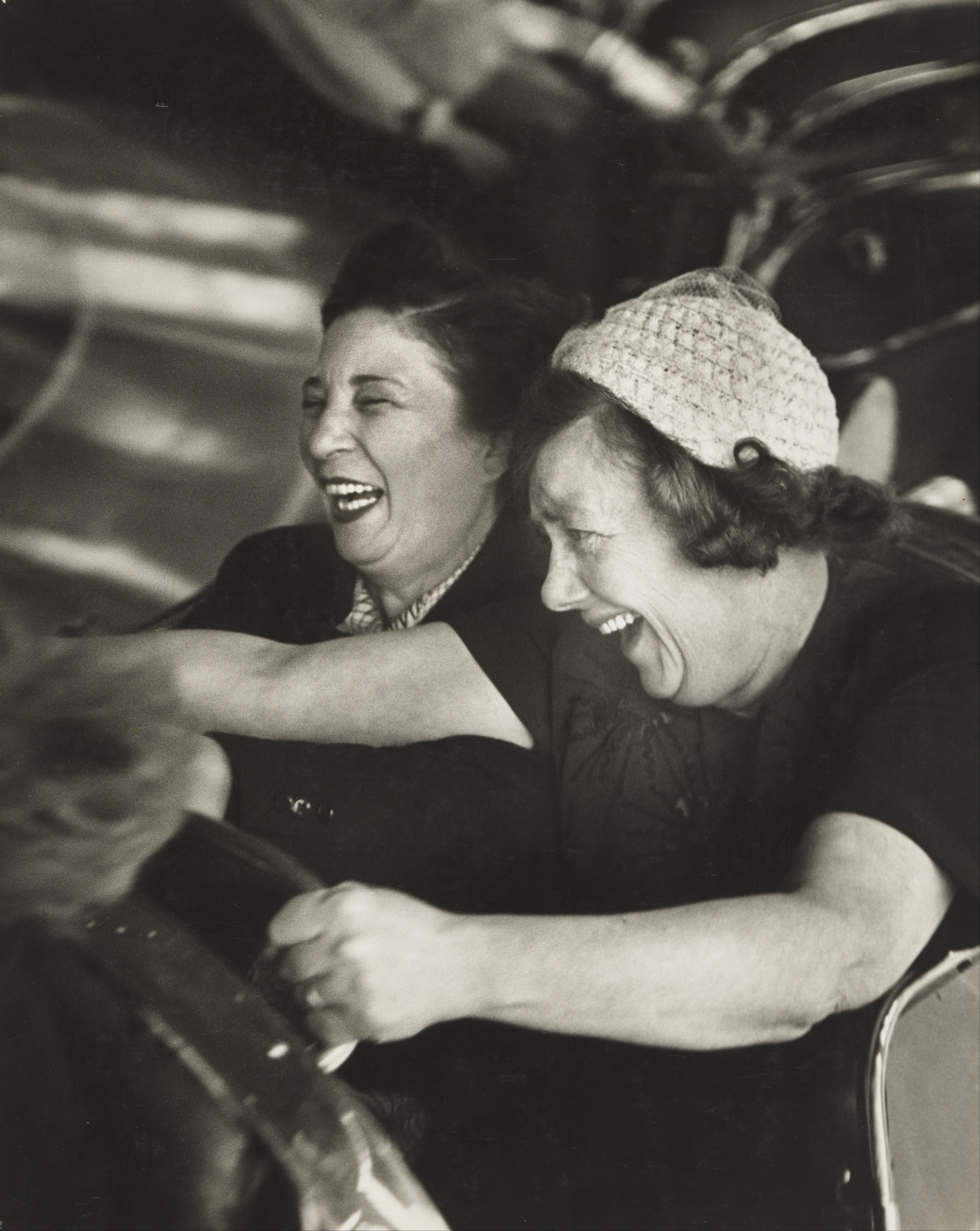
David Moore: Battersea Fun Fair, Londýn, 1951

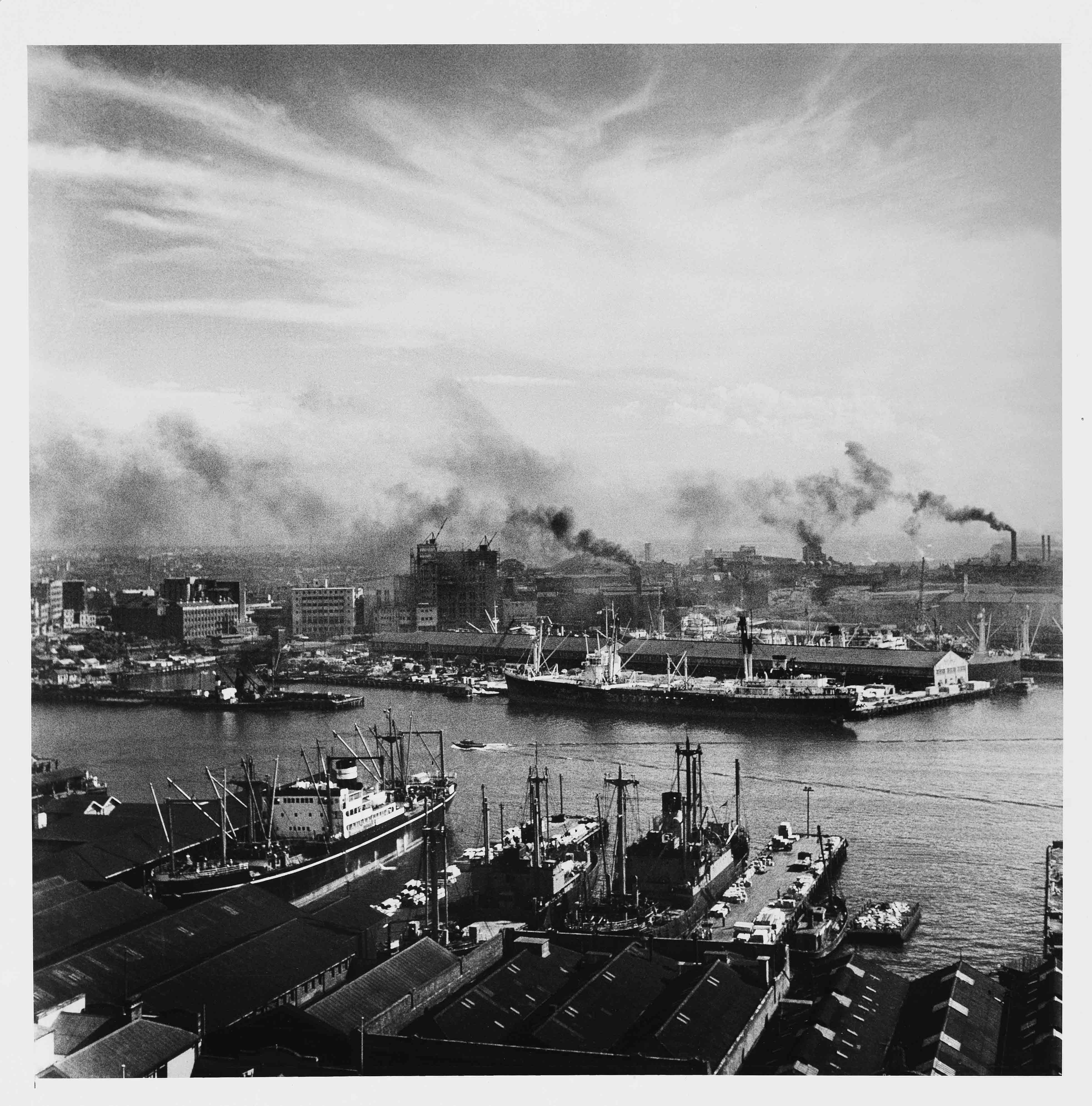
Darling Harbour and Pyrmont docks

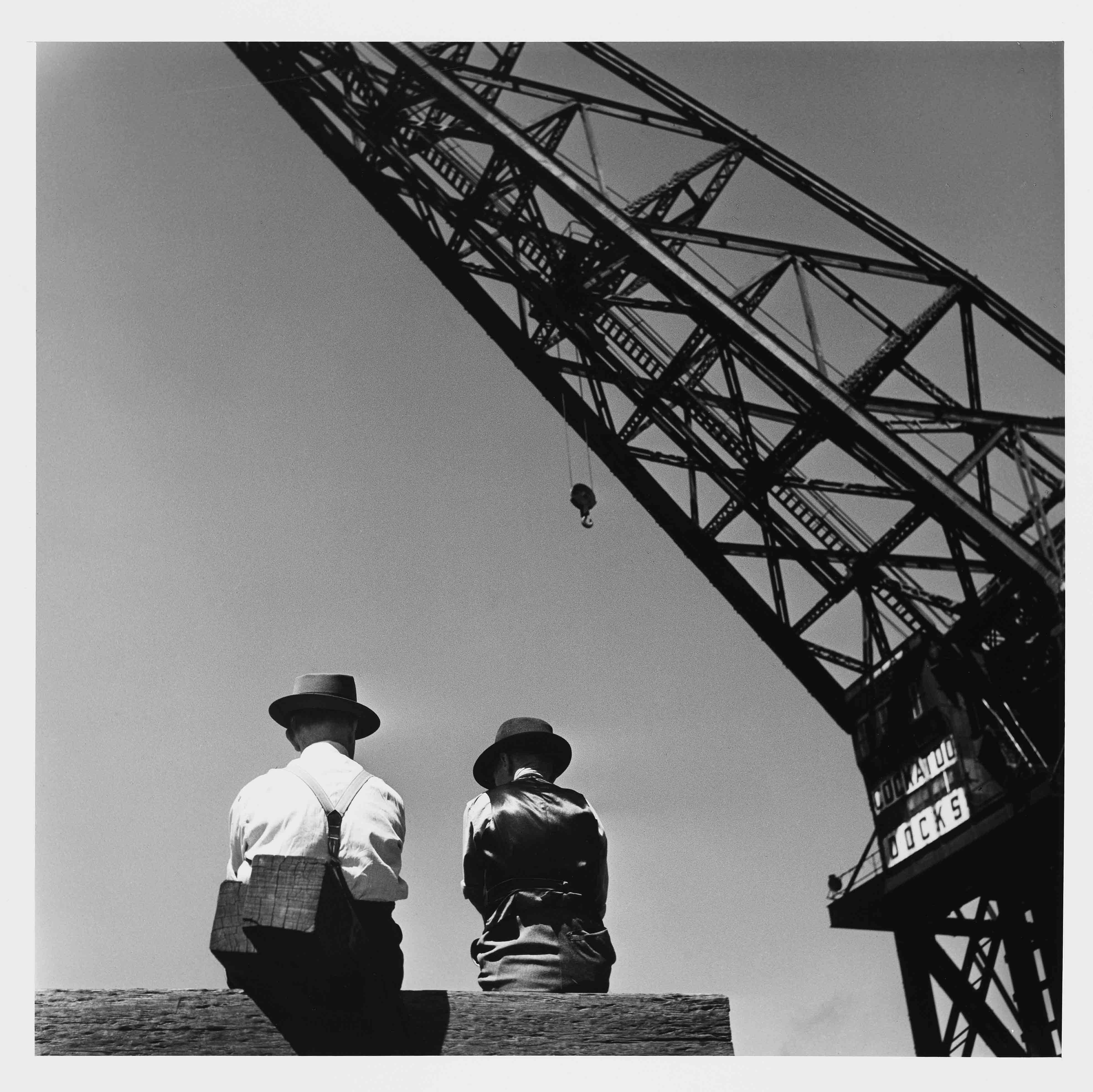
Dock workers and the Titan crane

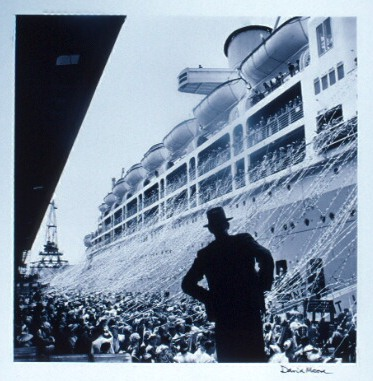
ORCADES and streamers

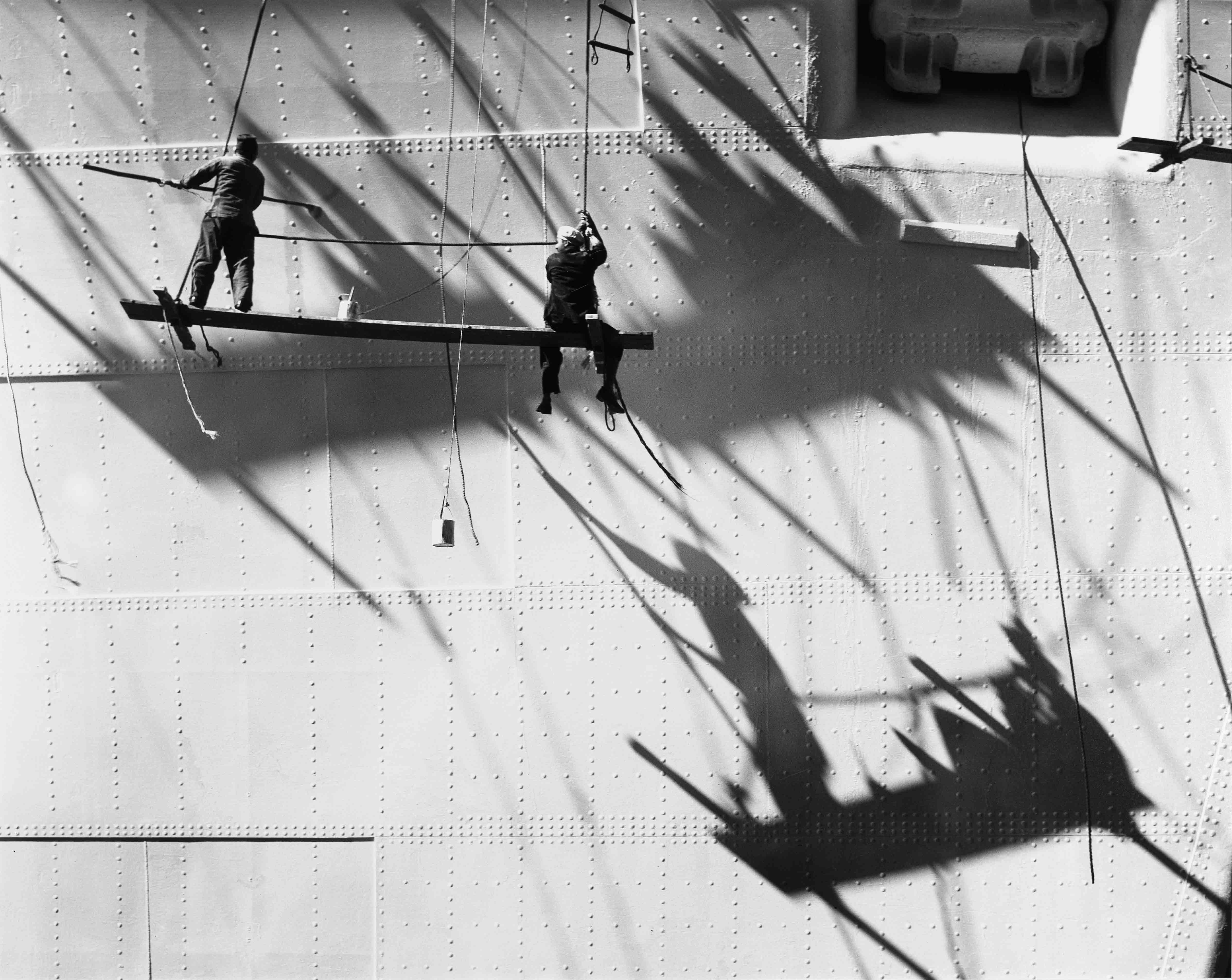
Painting the HIMALAYA

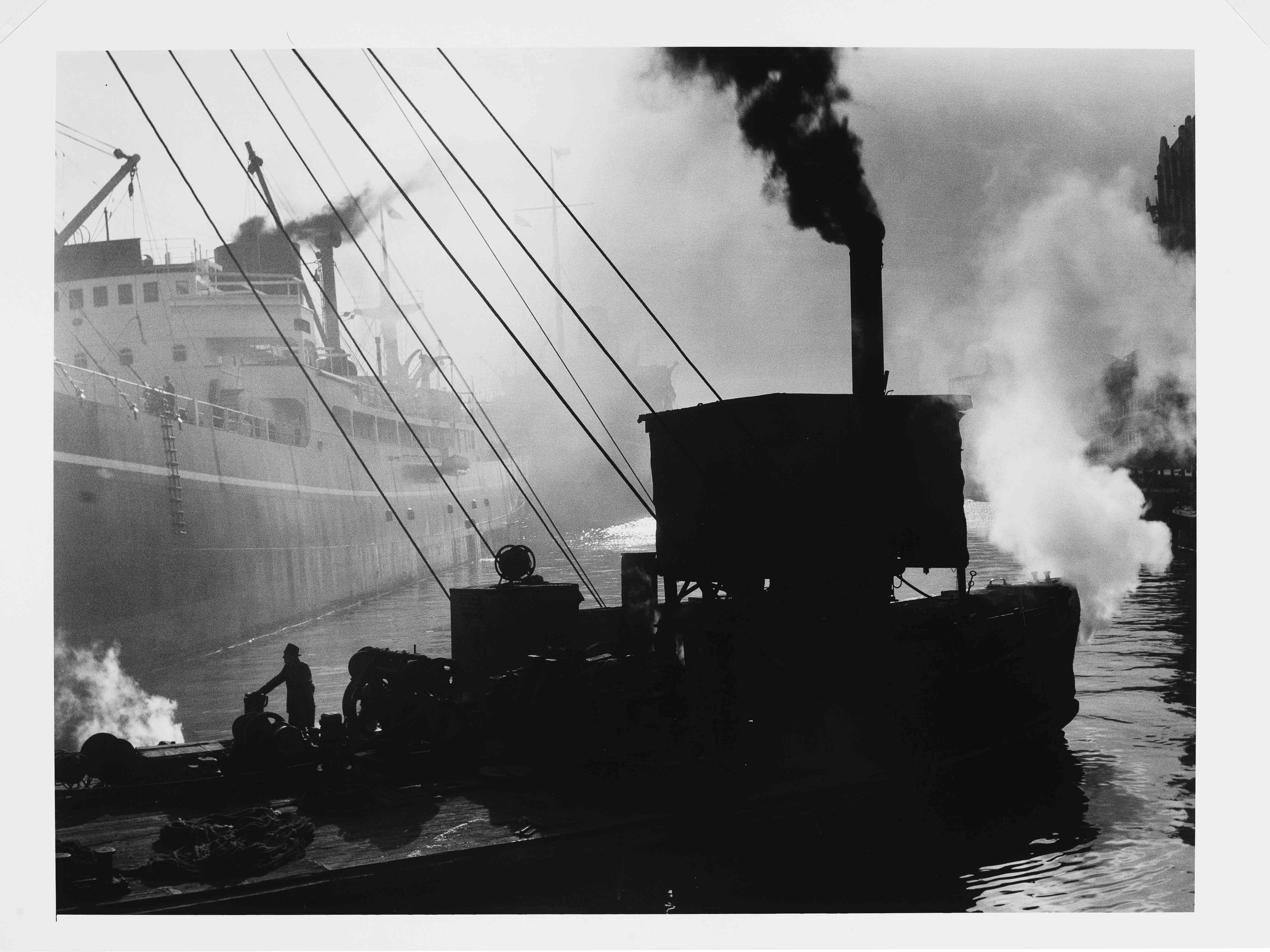
Pile driver at Pyrmont

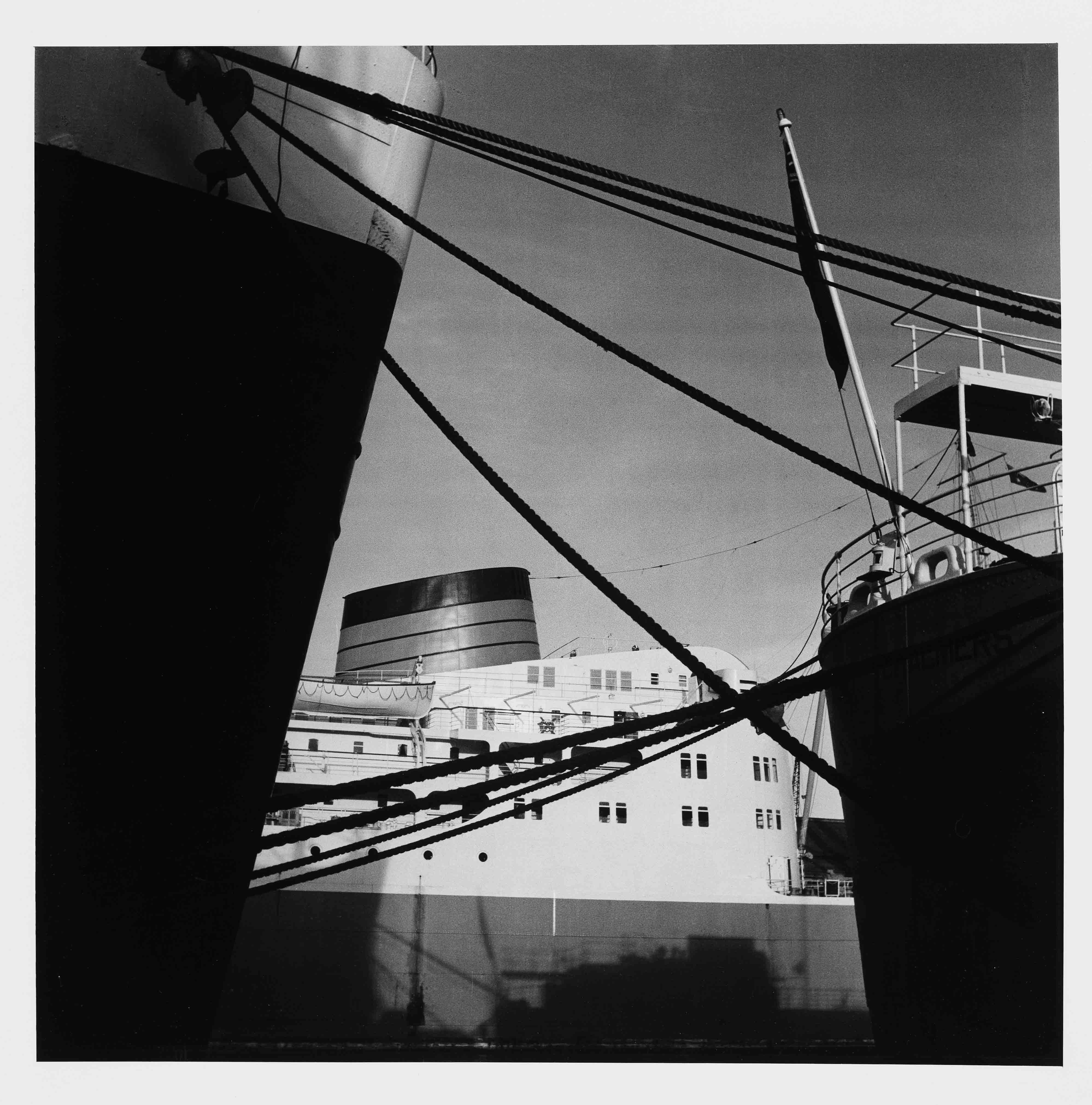
PORT BRISBANE, Pyrmont

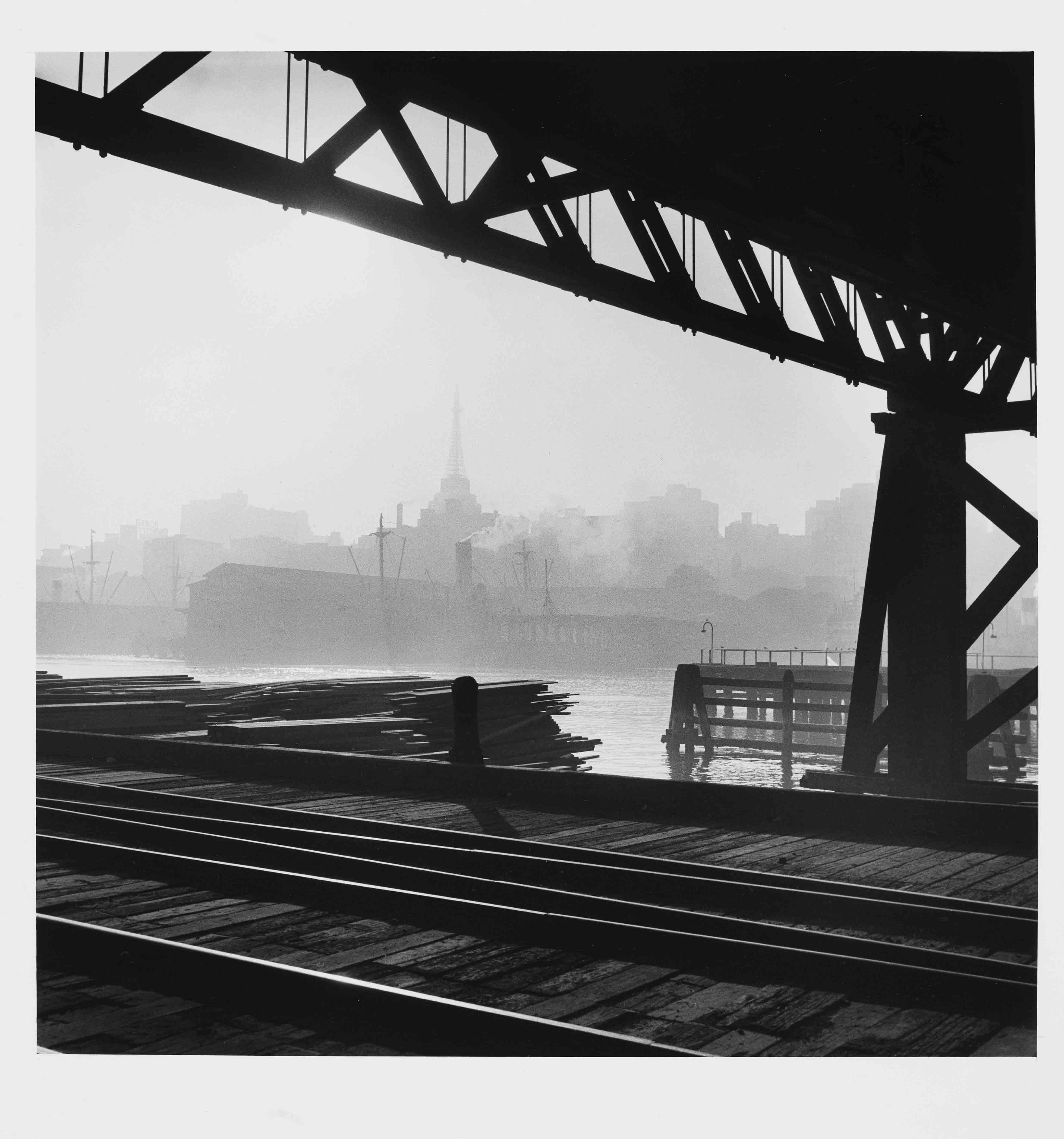
Pyrmont Bridge and the city, Sydney

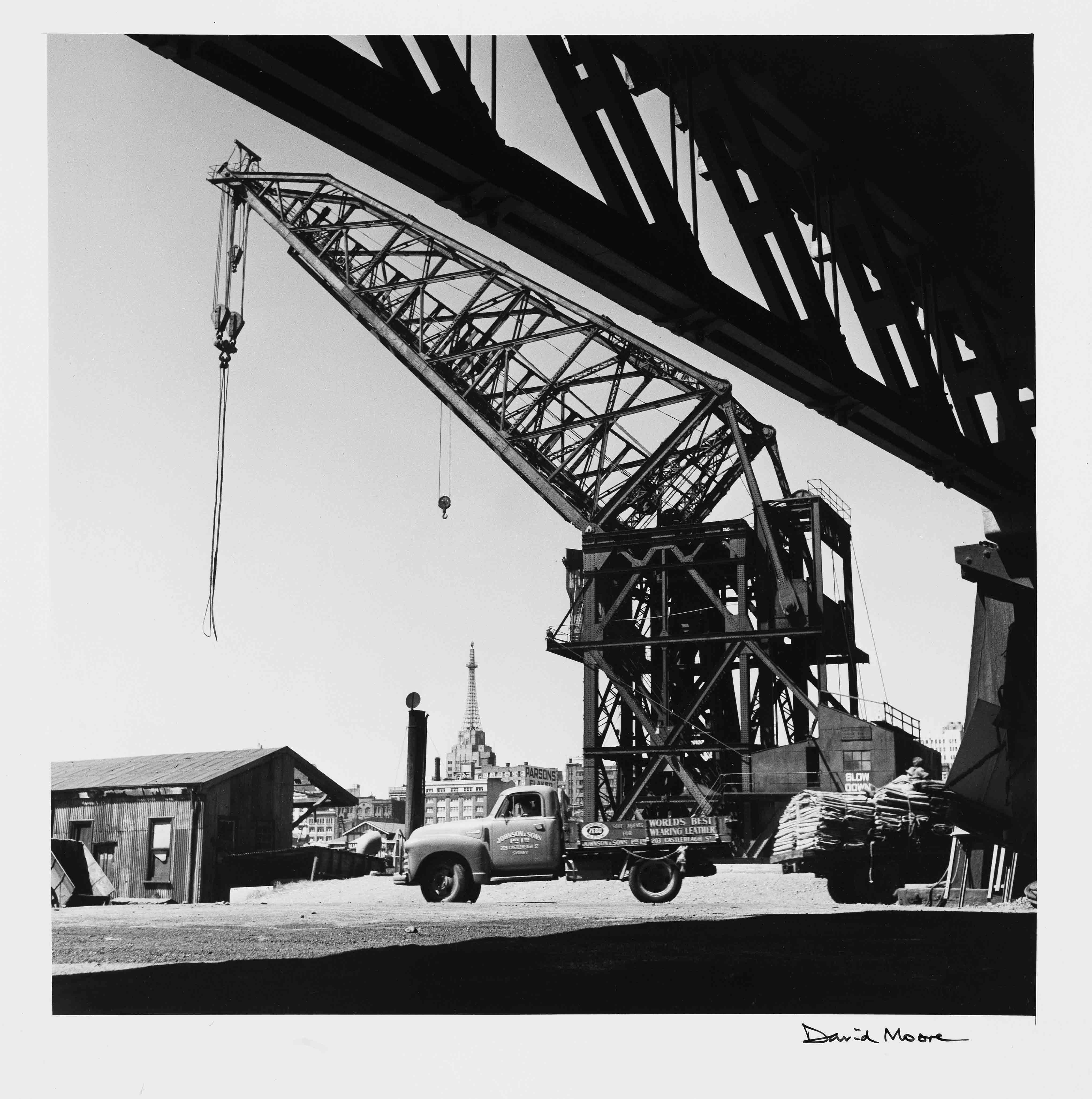
Titan floating crane and Pyrmont Bridge

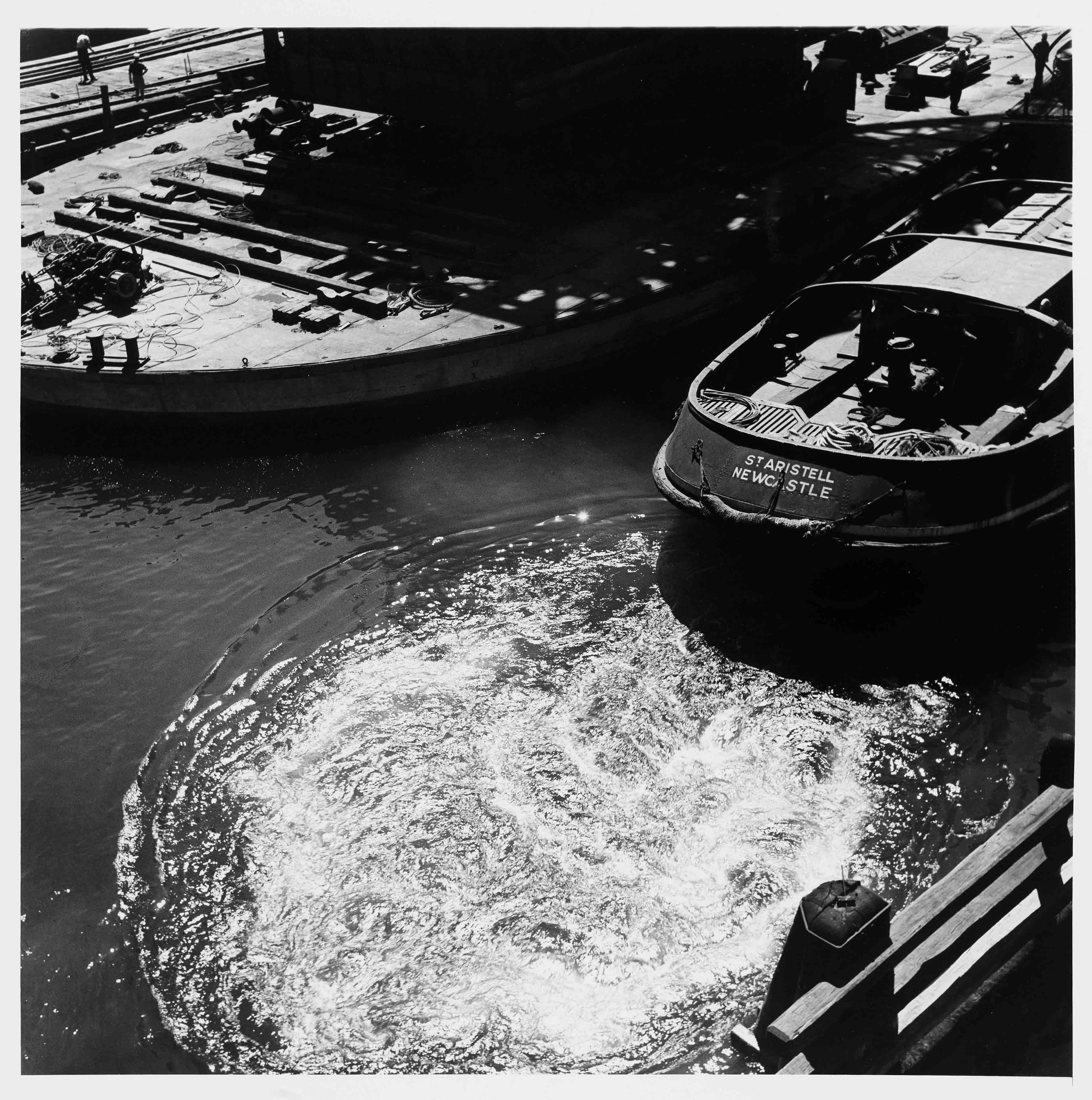
Tug SAINT ARISTELL at Pyrmont, Sydney Harbour

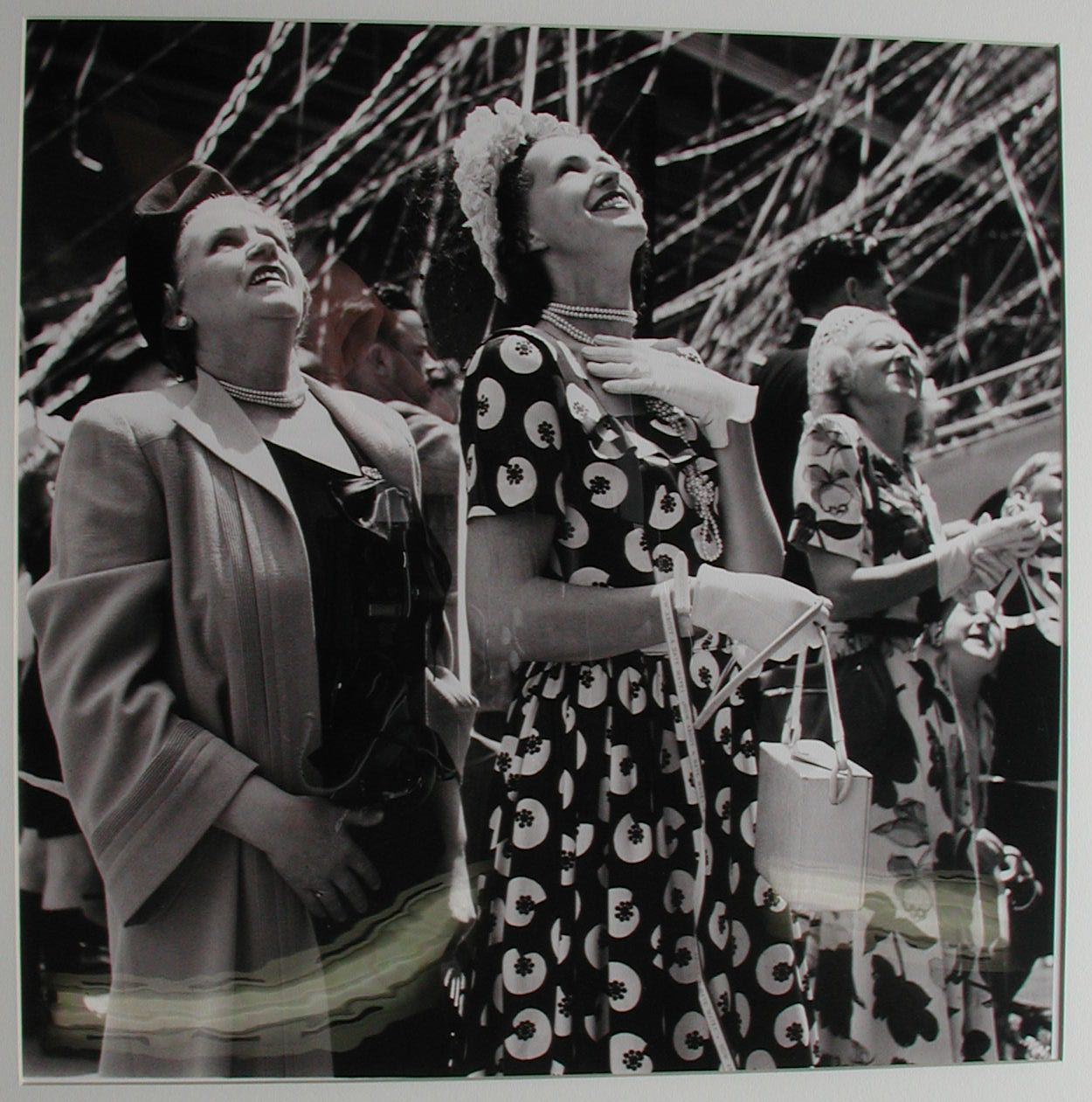
Well-wishers and streamers, Pyrmont

David Moore (6. dubna 1927 – 23. ledna 2003) byl australský fotožurnalista, historik australské fotografie a iniciátor Australského fotografického centra.

## Raný život a vzdělání
Moore se narodil ve Vaucluse v Sydney v Austrálii jako mladší bratr Tonyho, dvou dětí Casiphie Dorothy (roz. Morton), která zemřela v roce 1931, a architekta a umělce Johna D. Moorea který se 23. června 1932 oženil s jejich nevlastní matkou, umělkyní Gladys' Mary.
Moore získal vzdělání (1933–1939) na základní škole Tudor House, když v jedenácti letech dostal skříňový fotoaparát Coronet, než promoval na skládací fotoaparát Kodak 1A, který mu dal jeho otec, který podnítil zájem svého syna o toto médium. S ním vyfotografoval spolužáka a budoucího premiéra Malcolma Frasera, jak se plaví na jachtě a jako ilustrace ve školním The Tudorian to byla jeho první publikovaná práce. Během svého středoškolského studia na gymnáziu Geelong v letech 1939–1945 fotoaparát také použil k vytvoření autoportrétu ve věku 15 let. Jeho otec mu také přinesl domů knihu o díle Edwarda Westona.
Během druhé světové války Moore sloužil v královském australském námořnictvu.

## Kariéra
V roce 1947 se Moore po studiích architektury rozhodl pro kariéru fotografa, kterou začal v reklamním a ilustračním studiu Russella Robertse v Sydney. Vstoupil do Institutu fotografických ilustrátorů, který byl založen v Sydney v roce 1947 jako „první skupina specializovaných fotografů [sic: Margaret Michaelisová byla jedinou ženou], která byla v této zemi organizována jako společnost“. Moore byl mezi patnácti vystavovateli, většinou profesionály ze Sydney, na první výstavě v roce 1949. Přešel ke spolupráci s Maxem Dupainem, jehož práci respektoval jako „čistou...velmi informativní, velmi silnou, velmi emotivní...“ Pracoval v Dupainově studiu od roku 1948 do roku 1951 na architektonických, komerčních a průmyslových zakázkách, ve svém čase Moore podnikal exkurze, aby fotografoval pobřeží, přístav a město Sydney, a také fotografoval jeho chudinské čtvrti, o čemž Harold Cazneaux komentoval v Contemporary Photography, v jehož průběhu vytvořil mnohotvárný interiér rodiny Redfern. Mooreova práce začala být vystavována a publikována v roce 1948, když mu bylo 21, s dvoustránkou v nedělní příloze The Sydney Morning Herald z roku 1950, která byla věnována jeho sérii o přípravě zaoceánského parníku na zpáteční cestu do Spojeného království a zahrnutí do knihy Australian Photography.
Navzdory tomu, že mu bylo nabídnuto juniorské partnerství s Dupainem, se Moore v roce 1951 přestěhoval do Londýna, kde se práce na zakázku objevily v The New York Times, Time, The Observer, Fortune, Life, Look a dalších publikacích a přijal zakázky v USA, Evropě a Africe, včetně doprovodu na Royal Tour v Nigérii v roce 1956. Moore si v roce 1955 vzal Jennifer Flintoffovou.
Pár se vrátil do Austrálie na RMS Orion, 2. srpna 1958, v roce smrti jeho otce v prosinci, včas na zahájení samostatné výstavy Moorových prací v Macquarie Galleries, Přispíval ilustrovanými příběhy do místních fotografických publikací, včetně Walkabout, ale nadále byl od roku 1958 zastupován a prodáván newyorskou agenturou Black Star.
Po narození dvojčat v srpnu 1960 Moore zpestřil komerční využití své fotografie; jeho poloabstraktní nástěnné malby zobrazující čtyři živly oheň, zemi, vzduch a vodu zdobily jídelnu v rekonstruovaném hotelu Carlton-Rex v Sydney; a velké panely Mooreových snímků byly vystaveny na australském stánku v Comptoir Suisse v Palais de Beaulieu v Lausanne, kterého se zúčastnilo více než milionové publikum. Spojil své síly při založení studia v terasovém domě North Shore na 100 Walker Street s designéry Gordonem Andrewsem a Harrym Williamsonem, poté na 7 Ridge Street North Sydney v budově navržené a poté také obývané architektem Ianem McKayem. Získali tak větší publicitu, někdy spolupracovali na komisích, jako je Tokyo Trade Fair a v roce 1962 hry Britského impéria a Commonwealthu v Perthu v západní Austrálii. Podle odhadu historika Gavina Soutera skupina „pomohla změnit kreativní klima v Austrálii“.

## Uznání
Moore byl brzy rozpoznán jako významný praktik. V recenzi z roku 1959 je jeho Slum Kids příznivě srovnáván s jeho zaměstnavatelem – Dupainovým Meat Queue v recenzi skupinové výstavy po boku Laurence Le Guaye v obchodním centru David Jones Gallery.
Další raný snímek, také vytvořený během studií u Dupaina, zápasící rodiny v dělnické třídě Redfern, byl zahrnut na hlavní výstavě Edwarda Steichena z roku 1955 „ The Family of Man “, která vznikla v Muzeu moderního umění a putovala po světě. V novinovém článku Moore opravil dezinformaci, že byl jediným Australanem, který se prezentoval na této výstavě – Laurence Le Guay byl chybně označen MoMA za fotografa z Nové Guineje.
Komentátor Craig McGregor považoval Moora za jednoho z mála lidí, kteří „udělali zásadní průlom v australské fotografii“. Jeho fotografie byly zakoupeny spolu s fotografiemi Davida Beala, Helmuta Gritschera, Lance Nelsona a Richarda Woldendorpa v roce 1969 pro National Gallery of Victoria, Melbourne prostřednictvím fondu KODAK (Australasia). V prosinci se konala skupinová výstava těchto děl, první zastoupení fotografie v nové čtvrti National Gallery of Victoria na St Kilda Road. Moorova fotografie Migranti přijíždějící do Sydney z roku 1966, pocházející z zakázky National Geographic, je považována za ikonické dílo moderní australské fotografie.

## Umělecká fotografie
Moore se během své kariéry účastnil a posuzoval mnoho fotografických výstav. V 70. letech Moore vyvinul neprofesionální díla zaměřená na zachycení toho, co nazval „měkký tok času“, na rozdíl od „rozhodujícího okamžiku“, který upřednostňují redaktoři časopisu. Mnoho z jeho prací bylo vystaveno v komerčních galeriích.

## Portréty
Během své kariéry Moore vytvářel portréty významných Australanů a mezinárodních osobností, ať už na formálních zasedáních nebo častěji jako součást své reportáže, a mnohé jako součást svého příspěvku do kulturního průzkumu novináře a provokatéra Craiga McGregora z roku 1969 In The Making.
V srpnu 2001 dali Timothy Fairfax a Gordon Darling 44 000 dolarů Národní galerii portrétů na nákup děl pro značné množství Moorových portrétů, přičemž zbytek daroval samotný umělec. Darling řekl: „Vždy jsem obdivoval práci Davida Moora a jeho schopnost zachytit okamžiky svými fotografiemi,“ zatímco Simon Elliot rozvádí „Mooreovy dovednosti jako portrétního fotografa a jeho lásku k zachycenému okamžiku, nehodě a náhodě v kombinaci se silnými formálními kompozičními prostředky.“
Mezi předměty držené v australské národní galerii portrétů patří; Peter Nicholson, Nelson Mandela, Henry Figueira, Ivan Carapina, Mick Jagger, Philip Noyce, Judy Davis, André Kertész, Max Dupain, William Dobell, Joshua Smith, Lloyd Rees, Robert Klippel, Yvonne Audette, Colin McCahon, Russell Drysdale, Peter Sculthorpe, Arthur Boyd, Sidney Nolan, Fred Williams, Rudy Komon, Leonard French, Harry Seidler, Marea Gazzard, Les Blakebrough, Hal Porter, Patrick White, Bruce Dawe, Gordon Andrews, Colin Madigan, Robert Hughes, AD Hope, Wes Stacey, President Johnson and Prime Minister Holt at Canberra Airport, Averell Harriman, Robert Menzies, Anthony Eden, Georgi Malenkov, Ed Murrow, John Foster Dulles, Mary McCarthy, John Braine, Gilbert Murray, Lord Goddard, Chris Chataway, Henry Moore, George Johnston, Nicholas Hannen, Athene Seyler, Len Howard, Mick Scully, John Olsen, David Gulpilil, Janet Dawson, Kate Gollings, Allan Snyder, Fred Williams, Robert Helpmann nebo Dawn Fraserová.

## Příspěvky k profesi
Moore propagoval svou profesi a povzbuzoval ostatní, řemeslníky i amatéry, prostřednictvím svých přednášek včetně na YMCA Camera Circle a svým posuzováním soutěží v Austrálii.
Energicky přispíval k výzkumu historické australské fotografie, když v roce 1976 vytvořil archiv želatino-stříbrných tisků ze sbírky skleněných negativů Henriho Mallarda, které byly publikovány ve spolupráci se společností Sun Books v roce 1978, a od roku 1979 zkoumal australskou fotografii pro knihu Australia, Image of a Nation 1850–1950.
Během 70. let byl vlivnou postavou ve vývoji umělecké fotografie a jako oddaný obhájce přijetí fotografie jako legitimní umělecké formy byl hnací silou, spolu s Wesleym Staceym stál u zřízení Australského centra fotografie v Sydney.
Mooreova díla byla získána do sbírek hlavních veřejných galerií a knihoven po celé Austrálii a jsou také ve veřejných institucích ve Francii, USA a Číně.

## Osobní život a dědictví
Moore si vzal západo-australanku Jennifer Flintoffovou v roce 1955, zatímco oni byli oba v Londýně, on na volné noze a ona učila v East End. Spolu měli čtyři děti, Karen, dvojčata Lisu a Matthewa a Michaela. Rozvedli se v roce 1968.
Moore zemřel 23. ledna 2003 na rakovinu jícnu v soukromé nemocnici v Longueville, New South Wales, ve věku 75 let O dva dny později byla v Národní galerii Austrálie otevřena velká retrospektiva jeho života a díla, sestavená z tisků ze Sedm let cizince, které daroval Moore v roce 1983, doplněná kompletní sadou pozdějších tisků, které galerie získala z Moorovy retrospektivy v Australském centru fotografie v Sydney v roce 1976, a pozdějších nákupů a darů od fotografa a dárků všech barevných tisků a jeho monochromatických kinofilmových tisků pro knížku In the Making.
Jeho děti darovaly štědrou část Moorových snímků Státní knihovně Nového Jižního Walesu a dcera Lisa spravuje jeho archiv a webové stránky.

## Ocenění
- 1965; Zvláštní ocenění na výstavě Svět a jeho lidé na Světové výstavě v New Yorku
- 1967; pět prvních cen na Pacific Fair v Melbourne
- 1971; První cena Nikon v barevné sekci na Mezinárodní fotografické soutěži (první australský vítěz)[65]
- 1979; Cena Commonwealthu za služby poskytované jako profesionální fotograf v Austrálii
- 1985 První cena, cena Denison za architektonickou fotografii
- 1989 Čestné stipendium, Australský institut profesionální fotografie
- 1994 oceněné australské umělecké stipendium (dva roky)
- 2017 posmrtně uveden do australské mediální síně slávy jako uznání za jeho mimořádný přínos australské žurnalistice

## Výstavy
První retrospektiva Moorova díla, která se konala v roce 1977 v Australském centru fotografie v Sydney, byla získána Australskou národní galerií.

### Samostatné
- 1953; People in Photographs The Architectural Association, Londýn
- 1955, od 24. srpna, samostatná výstava, Macquarie Galleries[23]
- 1958 Seven Years a Stranger, Macquarie Galleries, Sydney
- 1959 Seven Years a Stranger, The Museum of Modern Art Australia, Melbourne[67]
- 1960, od 15. ledna; David Moore, 80 fotografií, Paxton's Gallery, 308 George St., Sydney[68]
- 1960, od 11. února; Fotografie Davida Moora, YMCA Camera Circle, 325 Pitt St., Sydney[69]
- 1976 David Moore Photographs, The Photographers' Gallery, Londýn
- 1976 David Moore Retrospective 1940-76, Australské centrum pro fotografii, Sydney
- 1976 David Moore Retrospective 1940-76, Brummels Gallery, Melbourne
- 1976 David Moore Retrospektiva 1940-76, Orange, NSW Festival of Arts
- 1978 David Moore Retrospektiva 1940–1976, turné po Novém Zélandu
- 1977 Austrálie, australské velvyslanectví, Paříž
- 1980 Photographs by Design, Axiom Gallery, Melbourne
- Výstava 1980, Macquarie Galleries, Sydney
- 1983 The Landscape of NSW, New South Wales Parliament House, Sydney
- 1985 Sydney v polovině století, AGNSW, Sydney
- 1985 Sydney v polovině století, Christine Abrahams Gallery, Melbourne
- 1985 Sydney v polovině století, Developed Image, SA
- 1985 The CRA Pilbara Project, turné po Asii a Japonsku
- 1986 Australian Artists 1960-85, Christine Abrahams Gallery, Melbourne
- 1986 Australian Artists 1960-85, The Print Room, Sydney
- 1988 Sydney v polovině století, New South Wales House, Londýn
- 1988 Australská funkční tradice, Galerie Christine Abrahams
- 1988 David Moore: Padesát let fotografií, retrospektiva, AGNSW
- 1989 David Moore: Padesát let fotografií, prohlídka regionálních galerií
- 1989 David Moore: Australský fotograf, Australské velvyslanectví, Paříž, Francie
- 1990 David Moore: A Survey 1947-89, Christine Abrahams Gallery, Melbourne
- 1991 David Moore (Kodak Collection) Portoriko; Šen-jang, Čína
- 1993 Queenstown Landscapes, Tasmánie, Obrázek Hong Kong 93, Hong Kong
- 1993 Sydney Harbour, Státní knihovna Nového Jižního Walesu
- 1993 Railways, Relics and Romance, Umělecká galerie Nového Jižního Walesu, Sydney
- 1995 Koncertní díla, Sydney Symphony Orchestra, Opera v Sydney
- 1997 The Unseen Images, AGNSW, Sydney
- 1998 The Unseen Images, Christine Abrahams Gallery, Melbourne
- 1999 Státní knihovna v Honolulu
- 1999 australské velvyslanectví, Washington
- 2001 The Unseen Images, Muzeum zlaté pokladnice, Melbourne
- 2003, 25. ledna - 21. dubna; Šíření času: fotografie Davida Moora, Národní galerie Austrálie.[10]
- 2005 Christine Abrahams Gallery, Melbourne
- 2005, červen; David Moore: 100 fotografií, Státní knihovna NSW, Sydney
- 2006, srpen; David Moore: A Vision, 1927–2003, Monash Gallery of Art, Melbourne; Galerie umění Bendigo; Shepparton Art Gallery; Regionální umělecká galerie Albury; Galerie umění města Gold Coast; Městská galerie Wollongong; Umělecké centrum Mildura; Oblastní galerie Port Pirie; Oblastní galerie La Trobe
- 2013–14 David Moore: Zachycení vzniku opery v Sydney; Celnice, Sydney
- 2014–15 A Feat of Daring – pocta Davida Moora mostu ANZAC; Celnice, Sydney

### Skupinové
- 1949, od 28. března; Galerie David Jones, Sydney[17]
- 1952; Světová výstava fotografií Lucern, Švýcarsko[70]
- 1955; Lidská rodina, MoMA, New York a světové turné[34]
- 1960, 18.–30. března; David Moore s Laurence Le Guay, John Nisbett, Ray Leighton, Athol Shmith, Helmut Newton, Geoffrey Lee, Max Dupain, David Potts, Blaxland Gallery, Sydney[71]
- 1961, od 23. srpna; s Maxem Dupainem, výstava Architecture, kterou zahájil Hal Missingham, Blaxland Gallery, Sydney[72]
- 1962, od 13. června; Moore s Johnem Hearderem, Clive Kane, Eric Bierre, Bruce Minnett, John Nisbett, Max Dupain, John Leighton, Laurie Le Guay, Rob Hillier, Wendy Clayton. Brian Hart, Geoffrey Lee, Paul Trenoweth, David Mist, Athol Shmith, John Cato a Wolfgang Sievers[73]
- 1963, listopad; Mooreovy fotografie jejích děl doprovázejí výstavu keramiky Marie Gazzard v Hungry Horse Gallery[74]
- 1969, prosinec; The Perceptive Eye, David Moore, David Beal, Helmut Gritscher, Lance Nelson a Richard Woldendorp, National Gallery of Victoria, Melbourne[9]
- 1967 Fotografie ve výtvarném umění, Metropolitní muzeum, New York.[9]
- 1967 Pacific Photographic Fair, Melbourne.[9]
- 1973 Work in Progress, Brummels Gallery, Melbourne.[9]
- 1975 Nedávná australská fotografie Ministerstvo zahraničních věcí, putovní výstava, jihovýchodní Asie.[9]
- 1979 The Philip Morris Collection, Hyde Park, Sydney.[9]
- 1980 APIA Fotografie v parku, Sydney.[9]

## Sbírky
- Galerie umění Nového Jižního Walesu, Sydney[75]
- Galerie umění jižní Austrálie, Adelaide[75]

## Publikace
- Hall, Rodney; MOORE, DAVID R. Australia, Image of a Nation 1850-1950. [s.l.]: Collins, 1983. ISBN 978-0-00-216447-4.
- Moore, David; MCCAUGHEY, PATRICK, 1943-; CHRISTINE ABRAHAMS GALLERY; PRINT ROOM (GALLERY). Australian artists 1960-1985 : a personal selection of photographs by David Moore. [s.l.]: [David Moore], 1986. Dostupné online.
- Moore, David. David Moore, Australian photographer. [s.l.]: Chapter & Verse, 1988. ISBN 978-0-947322-04-5.
- Moore, David; ARMIDALE DEVELOPMENT CORPORATION. Image of New England : Armidale, Walcha, Uralla, Dumaresq and Guyra. [s.l.]: Armidale Development Corporation, 1992. ISBN 978-0-646-09385-7.
- Moore, David; HALL, RODNEY, 1935-. Sydney Harbour. [s.l.]: McMahons Point, NSW Chapter & Verse, 1993. ISBN 978-0-947322-09-0.
- Moore, David; ASHTON, CHRIS; NEWTON, GAEL. TRAIN OF THOUGHTS; MILLIKEN, ROBERT, 1946-. HEAT AND SPARKS. Railways, relics and romance : the Eveleigh Railway Workshops, Sydney, New South Wales. Limited. vyd. [s.l.]: Caroline Simpson, 1995. ISBN 978-0-9596232-2-2.
- Moore, David; IMHOFF, ROBERT; CATO DESIGN, INC. The Australian photographers collection 1. [s.l.]: Craftsman House, 1995. ISBN 978-976-641-068-1.
- Moore, David; RENEW, ROBERT, 1948-; WALDRON, MURRAY. To build a bridge : Glebe Island, Sydney, Australia. [s.l.]: Chapter & Verse, 1996. ISBN 978-0-947322-10-6.
- Moore, David; ANNEAR, JUDY; ART GALLERY OF NEW SOUTH WALES. David Moore, the unseen images : an exhibition at the Art Gallery of New South Wales. [s.l.]: Chapter Verse, 1997. ISBN 978-0-947322-18-2.
- Moore, David; HAMERSLEY IRON PTY. LTD; LAWRENCE WILSON ART GALLERY. A photographic journey : David Moore in the Pilbara : presented by Hamersley Iron, Lawrence Wilson Art Gallery, the University of Western Australia 6 November 1998 to 31 January 1999. [s.l.]: The Gallery, 1998. Dostupné online.
- Moore, David, 2000. Fifty Photographs. Úvod: David Marr. Sydney: Chapter & Verse.
- Moore, David. Growing up. Úvod k fotografiím: David Malouf. Granta. Summer 2000, s. 105–131.
- Moore, David; THOMAS, DANIEL, 1931-; NATIONAL PORTRAIT GALLERY (AUSTRÁLIE). From face to face : portraits. [s.l.]: Chapter & Verse, 2000. ISBN 978-0-947322-21-2.
- Moore, David; MOORE, LISA. David Moore Photography -date=2008. [s.l.]: David Moore Photography Dostupné online.

### Knihy s fotografiemi od Davida Moora
- Ziegler, Oswald L. (Oswald Leopold), 1900-1984. Australian photography 1947. [s.l.]: Ziegler Gotham Publications, 1948. Dostupné online.
- Spencer, Gwen Morton; URE-SMITH, SAM, 1922-2013; SLESSOR, KENNETH, 1901-1971; DUPAIN, MAX, 1911-1992. Portrait of Sydney : a photographic impression with an illuminating article by Kenneth Slessor. [s.l.]: U. Smith, 1950. Dostupné online.
- The face of life. [s.l.]: M. Parrish, 1959. Dostupné online.
- MacInnes, Colin. Australia and New Zealand. [s.l.]: Time, inc, 1964. Dostupné online.[76]
- Time-Life Books; TIME-LIFE BOOKS. Photography year. [s.l.]: Time-Life Books, 1967.
- McGregor, Craig; MCGREGOR, CRAIG, 1933-; BEAL, DAVID, 1936-. Life in Australia. [s.l.]: Southern Cross International, 1968. Dostupné online.
- National Geographic Society (U.S.). Special Publications Division. Vanishing peoples of the earth. [s.l.]: National Geographic Society, 1968. Dostupné online.
- McGregor, Craig. In the making. [s.l.]: Thomas Nelson (Austrálie), 1969. ISBN 978-0-17-001819-7.[77]
- 1969 «The US Overseas» c/o Time-Life Books.
- Gray, Allen G, (ed.); AUSTRALIAN PHOTOGRAPHIC SOCIETY. Camera in Australia.. [s.l.]: Reed, for the Australian Photographic Society, 1970. ISBN 978-0-589-07070-0.
- Maurice Shadbolt; RUHEN, OLAF, JOINT AUTHOR; NATIONAL GEOGRAPHIC SOCIETY (U.S.). SPECIAL PUBLICATIONS DIVISION. Isles of the South Pacific. [2d ed.]. vyd. [s.l.]: Washington National Geographic Society, 1971. ISBN 978-0-87044-049-6.
- McKay, Ian (Ian David). Living & partly living : housing in Australia. [s.l.]: Thomas Nelson (Austrálie), 1972. ISBN 978-0-17-001908-8.
- Howe, Graham; HOWE, GRAHAM, 1950-; AUSTRALIAN CENTRE FOR PHOTOGRAPHY. New photography Australia: a selective survey. [s.l.]: Australian Centre for Photography, 1974. ISBN 978-0-909339-00-5.
- Le Guay, Laurence; LE GUAY, LAURENCE, (EDITOR.). Australian photography. 1976. [s.l.]: Globe Publishing Co, 1976. ISBN 978-0-9597359-0-1.
- Fields, Jack; MOORE, DAVID, 1927-2003, (JOINT AUTHOR.). Finland creates : the inter-relationship of land and design in Finland. [s.l.]: Gummerus, 1977. ISBN 978-951-20-1299-2.

### Publikace o autorovi
- Moore, David; THOMAS, DANIEL, 1931-; DUPAIN, MAX, 1911-1992. David Moore. [s.l.]: Richmond Hill Press, 1980. ISBN 978-0-908157-05-1.
- Moore, David; JONES, JONAH; MCDONALD, JOHN, 1961-; AUSTRALIA. EMBASSY (FRANCE). David Moore : photographe australien. [s.l.]: Chapter & Verse, 1989. Dostupné online.
- Moore, David; AUCKLAND CITY ART GALLERY; AUSTRALIAN CENTRE FOR PHOTOGRAPHY. David Moore : retrospective exhibition 1940-1976. [s.l.]: Auckland City Art Gallery, 1977. Dostupné online.